# Făleşti (condado)
Făleşti é um condado (ou distrito) da Moldávia. Sua capital é a localidade de Făleşti.